# GRACHAN
GRACHAN（グラチャン）は、日本の総合格闘技団体。2008年に設立。

## 歴史
2008年に設立。「五感に直撃する格闘技イベント」をコンセプトに掲げ、格闘技と音楽の融合を特徴とする大会づくりを行う。従来の格闘技イベントとは異なるエンターテインメント性を重視した演出により、観客に新しいスタイルの体験を提供するとしている。
団体名「GRACHAN」は、「GRAND CHAMPION（グランドチャンピオン）」に由来しており、「格闘技界の頂点を目指す者たちの舞台」としての意味が込められている。
2008年12月14日にディファ有明にて第1回大会が開催され、セミプロ選手を中心とした試合で活動を開始。その後も定期的に大会を開催し、日本各地での興行を展開。アジア地域にも活動を広げる。
2018年9月に10周年記念大会として「GRACHAN 36」を開催。10月下旬に行われた10周年記念パーティーでは、新会社「Gグループ」を設立し、イベント運営、フィットネスジム運営および海外進出戦略を発表した。
同年12月にはGLADIATORと共同で「GRACHAN37×GLADIATOR 008」を開催し、新ブランド「GRAND」のベルトを新設。GRANDウェルター級統一戦が行われ、ルクク・ダリが初代王者となる。2019年6月に香港の総合格闘技団体「JUST MMA」とパートナー契約締結を発表。
2023年2月に修斗、DEEP、GLADIATOR、WARDOG-CAGE FIGHT、格闘DREAMERS、Fighting NEXUSの協力のもと新人育成大会「JMMA Rookies Cup」を主催することを発表。

## 階級・王座
| 階級         | 重量区分   | 王者                 | 防衛回数 |
| ------------ | ---------- | -------------------- | -------- |
| 無差別級     | 無制限     | 荒東"怪獣キラー"英貴 | 0        |
| ウェルター級 | 77.1kg以下 | 桜井隆多             | 0        |
| ライト級     | 70.3kg以下 | 芳賀ビラル海         | 0        |
| フェザー級   | 65.8kg以下 | 空位                 | -        |
| バンタム級   | 61.2kg以下 | 伊藤空也             | 0        |
| フライ級     | 56.7kg以下 | 小田魁斗             | 0        |

## 大会一覧
| 大会名                          | 開催年月日     | 会場                                             | 開催地           |
| ------------------------------- | -------------- | ------------------------------------------------ | ---------------- |
| GRACHAN74                       | 2025年5月31日  | 大田区産業プラザ                                 | 東京都大田区     |
| GRACHAN73                       | 2025年3月2日   | TFTホール                                        | 東京都江東区     |
| GRACHAN72                       | 2025年2月2日   | 176BOX                                           | 大阪府豊中市     |
| GRACHAN.Helios                  | 2024年12月22日 | TFTホール                                        | 東京都江東区     |
| GRACHAN71                       | 2024年9月15日  | TFTホール                                        | 東京都江東区     |
| GRACHAN70                       | 2024年8月18日  | 176BOX                                           | 大阪府豊中市     |
| GRACHAN69                       | 2024年5月26日  | 大田区産業プラザ                                 | 東京都大田区     |
| GRACHAN68                       | 2024年3月10日  | 大田区産業プラザ                                 | 東京都大田区     |
| GRACHAN67                       | 2024年2月4日   | 176BOX                                           | 大阪府豊中市     |
| GRACHAN66                       | 2023年12月17日 | TFTホール                                        | 東京都江東区     |
| GRACHAN&D-SPIRAL                | 2023年12月10日 | グローヴウィズアクアスタイル                     | 北海道札幌市     |
| GRACHAN65                       | 2023年10月15日 | TFTホール                                        | 東京都江東区     |
| GRACHAN64                       | 2023年10月7日  | 世界館                                           | 大阪府大阪市     |
| GRACHAN63                       | 2023年8月6日   | TFTホール                                        | 東京都江東区     |
| GRACHAN62                       | 2023年7月23日  | 176BOX                                           | 大阪府豊中市     |
| GRACHAN61                       | 2023年5月14日  | 大田区産業プラザ                                 | 東京都大田区     |
| GRACHAN (J-MMA Rookies CUP)     | 2023年3月19日  | 幕張メッセ8ホール                                | 千葉県千葉市     |
| GRACHAN60                       | 2023年2月26日  | 176BOX                                           | 大阪府豊中市     |
| GRACHAN59                       | 2023年2月12日  | TFTホール                                        | 東京都江東区     |
| GRACHAN58                       | 2022年12月4日  | 幕張メッセ10ホール                               | 千葉県千葉市     |
| GRACHAN57                       | 2022年9月4日   | 幕張ベイパークアリーナ                           | 千葉県千葉市     |
| GRACHAN56.5                     | 2022年8月28日  | グローヴウィズアクアスタイル                     | 北海道札幌市     |
| GRACHAN56                       | 2022年8月7日   | 176BOX                                           | 大阪府豊中市     |
| GRACHAN55                       | 2022年5月15日  | 品川インターシティーホール                       | 東京都港区       |
| GRACHAN54                       | 2022年5月15日  | 品川インターシティーホール                       | 東京都港区       |
| GRACHAN53                       | 2021年3月12日  | 大田区産業プラザ                                 | 東京都大田区     |
| GRACHAN52                       | 2021年12月19日 | 幕張ベイパークアリーナ                           | 千葉県千葉市     |
| GRACHAN51                       | 2021年12月19日 | 幕張ベイパークアリーナ                           | 千葉県千葉市     |
| GRACHAN50                       | 2021年9月5日   | 幕張ベイパークアリーナ                           | 千葉県千葉市     |
| GRACHAN49                       | 2021年8月8日   | 176BOX                                           | 大阪府豊中市     |
| GRACHAN48                       | 2021年6月20日  | 大田区産業プラザ                                 | 東京都大田区     |
| GRACHAN47                       | 2021年4月25日  | 未公開                                           | 神奈川県         |
| GRACHAN46                       | 2020年12月6日  | 大田区産業プラザ                                 | 東京都大田区     |
| GRACHAN45                       | 2020年9月20日  | 大田区産業プラザ                                 | 東京都大田区     |
| BRAVE FIGHT 22×GRACHAN44        | 2020年3月1日   | 大田区産業プラザ                                 | 東京都大田区     |
| GRACHAN43 × WARDOG CAGE FIGHT24 | 2020年1月26日  | 世界館                                           | 大阪府大阪市     |
| GRACHAN42 × GLADIATOR 011       | 2019年12月22日 | 大田区産業プラザ                                 | 東京都大田区     |
| GRACHAN41.5 × D-SPIRAL23        | 2019年12月8日  | ススキノ・マルスジム                             | 北海道札幌市     |
| GRACHAN41                       | 2019年10月20日 | 神奈川歯科大学                                   | 神奈川横須賀市   |
| GRACHAN40 × BFC vol3            | 2019年6月2日   | 大田区産業プラザ                                 | 東京都大田区     |
| BRAVE FIGHT 18×GRACHAN39        | 2019年3月10日  | 大田区産業プラザ                                 | 東京都大田区     |
| GRACHAN38                       | 2019年1月27日  | 176BOX                                           | 大阪府豊中市     |
| GRACHAN37.5×D-SPIRAL22          | 2018年12月9日  | ススキノ・マルスジム                             | 北海道札幌市     |
| GRACHAN37 × GLADIATOR 008       | 2018年12月2日  | 大田区産業プラザ                                 | 東京都大田区     |
| GRACHAN36                       | 2018年9月9日   | 大田区総合体育館                                 | 東京都大田区     |
| GRACHAN35.5                     | 2018年7月16日  | 横須賀アリーナサブアリーナ2F                     | 神奈川県横須賀市 |
| GRACHAN35                       | 2018年5月27日  | ディファ有明                                     | 東京都江東区     |
| GRACHAN34                       | 2018年2月25日  | ディファ有明                                     | 東京都江東区     |
| GRACHAN33                       | 2018年1月28日  | 世界館                                           | 大阪府大阪市     |
| GRACHAN32.5                     | 2017年12月17   | ススキノ・マルスジム                             | 北海道札幌市     |
| GRACHAN32                       | 2017年12月10日 | 大田区産業プラザ                                 | 東京都大田区     |
| GRACHAN31                       | 2017年10月15日 | ディファ有明                                     | 東京都江東区     |
| GRACHAN30.5                     | 2017年8月27日  | 釧路市観光国際交流センター                       | 北海道釧路市     |
| GRACHAN30                       | 2017年8月13日  | 大田区産業プラザ                                 | 東京都文京区     |
| GRACHAN29                       | 2017年5月14日  | ディファ有明                                     | 東京都江東区     |
| GRACHAN28                       | 2017年2月26日  | ディファ有明                                     | 東京都江東区     |
| Wardog12 X Grachan27            | 2017年1月29日  | 大阪市立住吉区民センター大ホール                 | 大阪市住吉区     |
| GRACHAN26                       | 2016年12月12日 | ディファ有明                                     | 東京都江東区     |
| D-SPIRAL Vol.17× GRACHAN25.5    | 2016年11月20日 | ススキノ・マルスジム                             | 北海道札幌市     |
| GRACHAN25                       | 2016年10月10日 | ディファ有明                                     | 東京都江東区     |
| GRACHAN24                       | 2016年8月7日   | ディファ有明                                     | 東京都江東区     |
| GRACHAN23                       | 2016年5月22日  | ディファ有明                                     | 東京都江東区     |
| GRACHAN22                       | 2016年2月28日  | ディファ有明                                     | 東京都江東区     |
| WARDOG08 X GRACHAN21            | 2016年1月31日  | 大阪市立市民交流センターひがしすみよし           | 大阪市住吉区     |
| GRACHAN20                       | 2015年11月29日 | ディファ有明                                     | 東京都江東区     |
| D-SPIRAL×GRACHAN19.5            | 2015年11月8日  | ススキノ・マルスジム                             | 北海道札幌市     |
| GRACHAN19                       | 2015年9月19日  | 大田区総合体育館                                 | 東京都大田区     |
| GRACHAN18                       | 2015年8月1日   | 在日米陸軍キャンプ座間・ヤノフィットネスセンター | 神奈川県座間市   |
| GRACHAN17                       | 2015年6月21日  | ディファ有明                                     | 東京都江東区     |
| GRACHAN16                       | 2015年3月29日  | ディファ有明                                     | 東京都江東区     |
| GRACHAN15                       | 2014年11月30日 | ディファ有明                                     | 東京都江東区     |
| GRACHAN next                    | 2014年8月31日  | 新木場1stRING                                    | 東京都江東区     |
| GRACHAN14                       | 2014年7月20日  | ディファ有明                                     | 東京都江東区     |
| GRACHAN13                       | 2014年4月27日  | ディファ有明                                     | 東京都江東区     |
| GRACHAN12                       | 2014年2月11日  | ディファ有明                                     | 東京都江東区     |
| GRACHAN11                       | 2013年11月10日 | ディファ有明                                     | 東京都江東区     |
| GRACHAN10                       | 2013年7月15日  | ディファ有明                                     | 東京都江東区     |
| GRACHAN9                        | 2013年4月29日  | ディファ有明                                     | 東京都江東区     |
| GRACHAN8                        | 2013年2月17日  | ススキノ・マルスジム                             | 北海道札幌市     |
| GRACHAN7                        | 2012年11月24日 | ディファ有明                                     | 東京都江東区     |
| GRACHAN6                        | 2012年6月16日  | ディファ有明                                     | 東京都江東区     |
| GRACHAN5                        | 2010年11月7日  | ディファ有明                                     | 東京都江東区     |
| GRACHAN4                        | 2010年4月10日  | ディファ有明                                     | 東京都江東区     |
| GRACHAN3                        | 2009年11月29日 | ディファ有明                                     | 東京都江東区     |
| GRACHAN2                        | 2009年7月12日  | ディファ有明                                     | 東京都江東区     |
| GRACHAN1                        | 2008年12月14日 | ディファ有明                                     | 東京都江東区     |

## 配信・視聴方法
2020年7月よりFITE TVでベストバウト集を配信。